# Triky a pověry

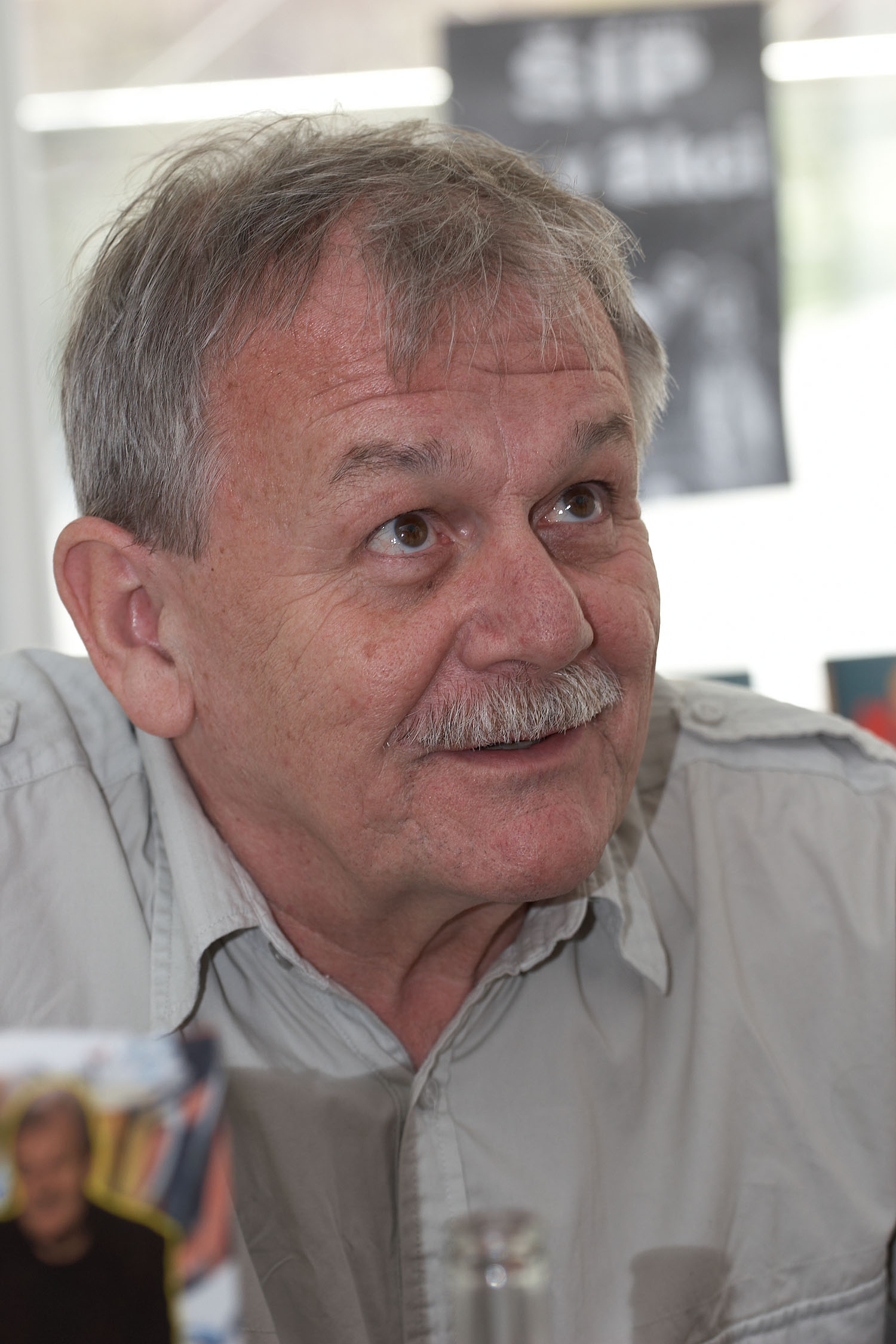
Karel Šíp.

Triky a pověry je název populární české parodické formace z 80. let 20. století, kterou zejména textař Karel Šíp reagoval na tehdejší vlnu italských diskotékových hitů. Dalšími členy byl skladatel Jaroslav Uhlíř a zpěvačka Petra Janů.
Název Triky a pověry je přímým odkazem na známou italskou skupinu Ricchi e Poveri. Zejména do jejich podoby (dva muži a jedna žena), stylu oblékání a stylu hudby se česká formace stylizovala, ale nepohrdla ani dalšími italskými interprety. Skutečnou lahůdkou bylo převzetí i některých ryze českých písní, jejichž původní autoři italský styl hudby zdárně napodobili.
Jinak byla tato česká formace koncipována v podstatě spíše jen jako jednorázová záležitost. Vystoupila několikrát v Československé televizi (např. v hudebním pořadu Písničky z obrazovky, studiové estrádě Galasuperšou či velkém zábavním pořadu Možná přijde i kouzelník) a v roce 1990 jí vyšel singl Italská směs, na kterém byly některé její parodie.

## Historie
Skupina vznikla v roce 1982. Zvuk písní neměl nějak velkou kvalitu, šlo hlavně o pobavení. Petra Janů ze skupiny zpívala nejlépe. Jaroslav Uhlíř naopak nejhůře, ale publikum bylo pobaveno. Skupina skončila v roce 1989. Pak už žádné nové písně nevydávala.

## Repertoár
- Odečítá (parodie na Felicità, původní interpreti Al Bano & Romina Power):
- Ty, jámo (parodie na Ti amo, původní interpret Umberto Tozzi):
- Parmazán (parodie na Sharazan, původní interpreti Al Bano & Romina Power):
- Ó, ženy, ženy (parodie na Made in Italy, původní interpreti Ricchi e Poveri):
- Ital nezná ten zázrak (parodie na L'italiano, původní interpret Salvatore “Toto” Cutugno)
- Kde bylo's, amore (parodie na Decibely lásky, původní interpret Michal David)
- Si, si (parodie na Kde jsi, původní interpret Dalibor Janda)
- Hej, hola, zpívej si sám (parodie na Sarà perché ti amo, původní interpreti Ricchi e Poveri)